# Boriwśke (obwód ługański)
Boriwśke (ukr. Борівське) – osiedle typu miejskiego na Ukrainie, w obwodzie ługańskim, w rejonie siewierodonieckim. W 2001 liczyło 5966 mieszkańców.